# Leon Russell
Leon Russell, pseudonimo di Claude Russell Bridges (Lawton, 2 aprile 1942 – Nashville, 13 novembre 2016), è stato un cantante, musicista, compositore, e produttore discografico statunitense, in attività dagli anni sessanta.
Artista di culto della musica rock e country, ha suonato nel corso della sua lunga e prolifica carriera il pianoforte, l'organo Hammond, la chitarra e il basso elettrico.
È stato attivo tanto come artista solista, come musicista session-man, autore di canzoni e produttore discografico. Ha inciso per le seguenti etichette discografiche: Capitol Records, Shelter Records, Paradise Records.
Ha collaborato con una miriade di artisti, tra cui Phil Spector, Joe Cocker (che accompagnò nel 1970 con altri quaranta artisti, fra musicisti e coristi, nella tournée statunitense dei Mad Dogs and Englishmen), George Harrison, Eric Clapton, Ringo Starr, John Lennon, Bob Dylan, Elton John, J.J. Cale, Rolling Stones, Beach Boys, The Byrds, The Band, Jerry Lee Lewis, B.B. King, Ray Charles, Frank Sinatra e Willie Nelson.

## Biografia
Russell ha studiato alla Will Rogers High School di Tulsa e ha iniziato la carriera musicale come strumentista nelle sessioni degli studi di incisione, facendo rapidamente esperienza e diventando uno stimato tastierista richiesto da famosi artisti a partire dagli anni sessanta fino ad oggi.
Dai tardi anni sessanta Russell ha iniziato a scrivere canzoni pur continuando a suonare in gruppi musicali o per proprio conto. Ha condotto anche attività di incisione di album discografici come cantante solista, pur non abbandonando mai le precedenti occupazioni all'interno dell'industria musicale, ovvero quella compositiva e di strumentista puro.
Il 1º agosto 1971 partecipò allo storico Concerto per il Bangladesh, da cui fu tratto il triplo album The Concert for Bangla Desh, organizzato al Madison Square Garden di New York da George Harrison, con - tra gli altri - Bob Dylan, Eric Clapton e Ringo Starr, e diretto da Saul Swimmer.
Nel 1976 ha collaborato alle musiche del remake del film È nata una stella.

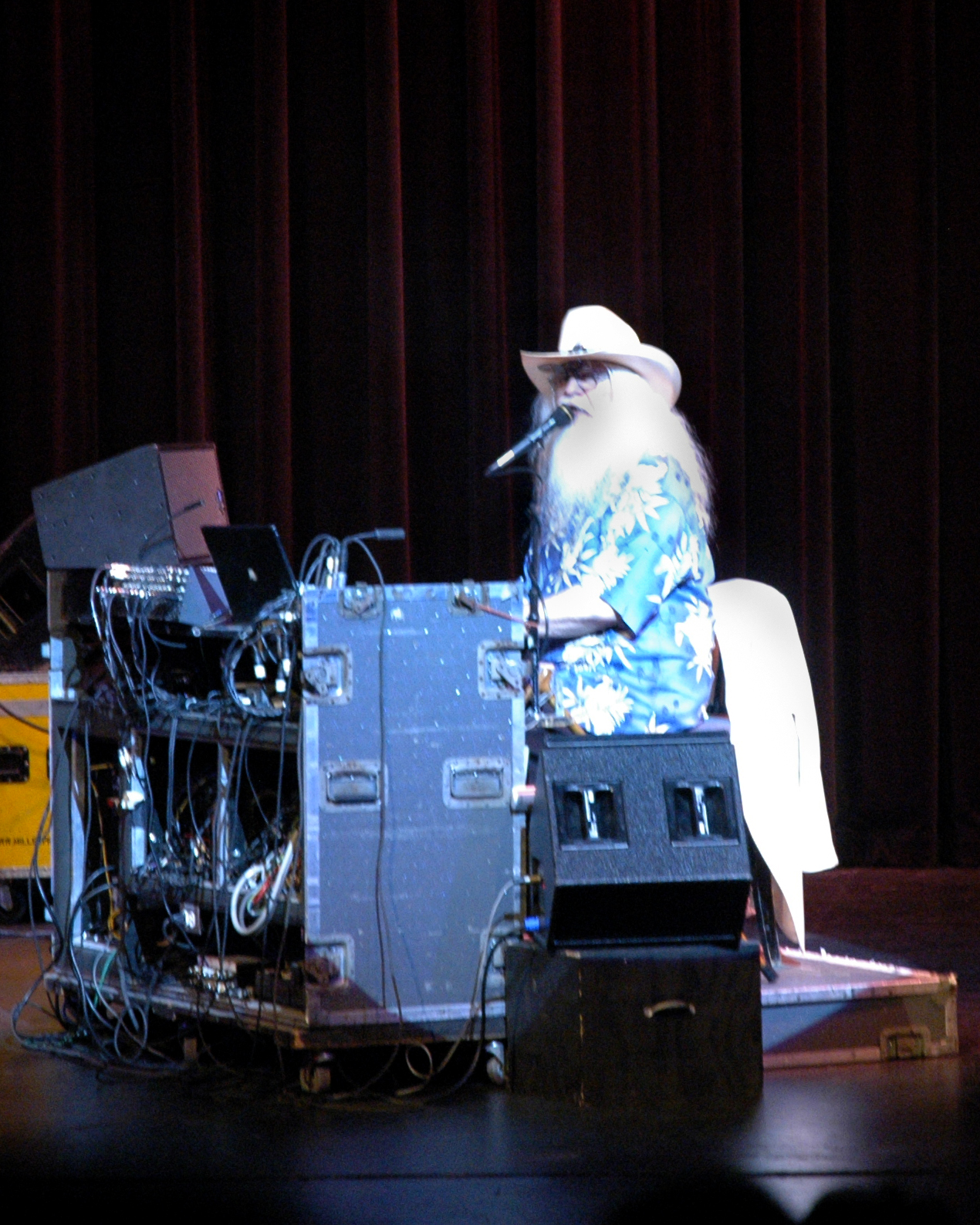
Leon Russell in concerto: la sua carriera è stata quarantennale

Ha fondato a Tulsa, sua città natale, un proprio studio di registrazione chiamandolo the Church Recording Studio, seguendo il suggerimento di Steve Ripley, già suo ingegnere del suono e fondatore del gruppo musicale country The Tractors.
Nella prima parte del 2010 Russell ha registrato il nuovo album The Union a Los Angeles in coppia con Elton John su testi di Bernie Taupin, storico paroliere della rockstar britannica. Prodotto da T-Bone Burnett, il disco presenta 14 brani (16 nell'edizione Deluxe e in formato doppio LP) che spaziano dal country al rock, dal R'n'B al soul, al gospel ed ha come principale obiettivo quello di rilanciare Leon nel panorama musicale internazionale. The Union, che oltretutto vede la partecipazione di artisti come Neil Young e Brian Wilson oltre ad una sezione fiati di alto livello, ha conseguito una numero 3 negli Stati Uniti: Russell non entrava nella Top 3 dai tempi di Carney (numero 2).
La sua canzone Stranger in a Strange Land è stata inserita nella colonna sonora di Dr. House - Medical Division, nell'episodio della seconda stagione Conflitto di competenze.

### La morte
Nel 2010 Leon Russell subì un intervento chirurgico al cuore e nel luglio 2016 ebbe un infarto. Russell morì nel sonno il 13 novembre 2016 all'età di 74 anni; la notizia è stata data da sua moglie attraverso un sito web. I funerali si svolsero il 18 novembre.

## Cover di brani di Russell (in ordine cronologico)
- Delta Lady, Joe Cocker, al Festival di Woodstock, 1969
- A song for you, Billy Eckstine, 1972
- A Song for You, Donny Hathaway, album Donny Hathaway, 1971
- Blues Power, in In Concert, album di Derek and the Dominos del 1973
- Blues Power, in Eric Clapton's Rainbow Concert, live di Eric Clapton del 1973
- Alcatraz, in Razamanaz, album dei Nazareth del 1973
- Delta Lady, Mina nell'album Cinquemilaquarantatre del 1972
- A Song for You, nell'album A Song For You dei The Temptations, del 1975
- A Song for You con la versione italiana dal titolo Quasi come musica nell'album La Mina di Mina del 1975
- This Masquerade, in Breezin', album di George Benson del 1976
- Help me Thru The Day , in Lovehunter, album degli Whitesnake del 1979
- Blues Power, in Live at the Fillmore, live dei Derek and the Dominos del 1979
- This Masquerade, discografia di Mia Martini
- Blues Power, in Backtrackin', raccolta di Eric Clapton del 1984
- Hummingbird, in Jimmy Page, album Outrider del 1988
- This Masquerade, in Ridi pagliaccio di Mina del 1988
- This Masquerade, nell'album tribute Royal Straight Soul vol.1m Zard sotto il nome Izumi Sakai, 1993
- A Song for You, in versione live nel singolo Spirito libero di Giorgia del 2003
- A Song for You, nell'album It's Time di Michael Bublé del 2005
- A Song for You, discografia di Ray Charles (da solo per l'album My World; con Willie Nelson e lo stesso Leon Russell durante lo show di Nelson Live and Kickin')
- A Song for You, nell'album dal vivo Histoires Naturelles Tour di Nolwenn Leroy del 2007[8]
- "A Song for you" nell'album di Whitney Houston dal titolo "I Look To You" (2009)

## Discografia
- 1966 Rhapsodies for Young Lovers - Leon Russell/Midnight String Quartet
- 1968 Look Inside (Asylum Choir) - Leon Russell/Marc Benno
- 1970 Leon Russell - Leon Russell
- 1971 Asylum Choir - Leon Russell/Marc Benno
- 1971 Leon Russell and the Shelter People - Leon Russell
- 1971 Asylum Choir II - Leon Russell/Marc Benno
- 1972 Carney - Leon Russell
- 1973 Hank Wilson's Back - Leon Russell
- 1974 Looking Back - Leon Russell
- 1974 Stop All That Jazz - Leon Russell
- 1975 Will O' the Wisp - Leon Russell
- 1976 Best of Leon Russell [DCC/Shelter] - Leon Russell
- 1976 Wedding Album - Leon Russell
- 1977 Make Love to the Music - Leon & Mary Russell
- 1978 Americana - Leon Russell
- 1979 Willie & Leon - Leon Russell
- 1979 Life and Love - Leon Russell
- 1984 Hank Wilson, Vol. 2 - Leon Russell
- 1984 Solid State - Leon Russell
- 1989 Leon Russell [Bonus Tracks] - Leon Russell
- 1992 Anything Can Happen - Leon Russell
- 1992 Crazy Love - Leon Russell
- 1992 Collection - Leon Russell
- 1995 Hymns of Christmas - Leon Russell
- 1996 Gimme Shelter: The Best of Leon Russell - Leon Russell
- 1997 Retrospective - Leon Russell
- 1998 Hank Wilson, Vol. 3: Legend in My Time - Leon Russell
- 1999 Face in the Crowd - Leon Russell
- 1999 Blues: Same Old Song - Leon Russell
- 2000 Live at Gilley's - Leon Russell
- 2001 Best of Leon Russell [EMI-Capitol Special Markets] - Leon Russell
- 2001 Guitar Blues - Leon Russell
- 2001 Signature Songs - Leon Russell
- 2001 Rhythm & Bluegrass: Hank Wilson, Vol. 4 - Leon Russell & The Newgrass Revival
- 2002 Moonlight & Love Songs - Leon Russell
- 2006 A mighty flood - Leon Russell
- 2006 Angel In Disguise - Leon Russell
- 2009 Best Of Hank Wilson[9] - Leon Russell
- 2010 The Union - Elton John & Leon Russell
- 2013 The Montreux Session - Leon Russell
- 2014 Life Journey - Leon Russell
- 2015 Prince of Peace: Radio Broadcast 1970 - Leon Russell
- 2015 Riding the Northeast Trail: The New Jersey Broadcast 1979 (con Willie Nelson) - Leon Russell
- 2016 The Homewood Sessions - Leon Russell
- 2016 Live and Pickling Fast (con The New Grass Revival) - Leon Russell
- 2017 On A Distant Shore - Leon Russell (postumo)